# Diafragma (środek antykoncepcyjny)

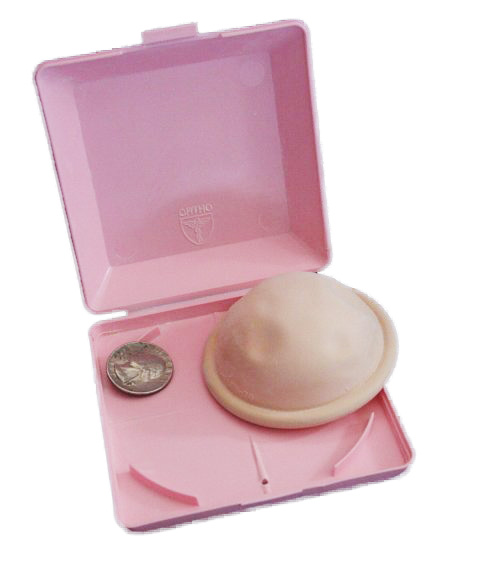
Diafragma

Diafragma (kapturek dopochwowy) – środek antykoncepcyjny. Jest to gumowy krążek ze środkiem plemnikobójczym umieszczany w pochwie aby zakryć szyjkę macicy na krótko przed stosunkiem płciowym. Krążek może mieć średnicę od 6 do 10cm.
Przy stosowaniu bez środków plemnikobójczych wskaźnik Pearla dla diafragm wynosi 12-20. Natomiast przy stosowaniu ze środkiem plemnikobójczym ten wskaźnik wynosi 4-10. Diafragmy zaliczane są do nieskutecznych metod lub środków o umiarkowanej skuteczności, jeśli stosowane są ze środkiem plemnikobójczym.
Diafragma może chronić przed rakiem szyjki macicy oraz niektórymi chorobami przenoszonymi drogą płciową.
Według wyników badań z 2002 roku wśród metod sztucznej kontroli płodności diafragma zajęła 4. miejsce (14%) pod względem popularności.